# Élections législatives de 1997 dans la Haute-Vienne
Les élections législatives françaises de 1997 se déroulent les 25 mai et 1er juin 1997. Dans le département de la Haute-Vienne, quatre députés sont à élire dans le cadre de quatre circonscriptions.

## Élus
| Circonscription | Député sortant       | Parti | Parti | Député élu ou réélu          | Parti | Parti |
| --------------- | -------------------- | ----- | ----- | ---------------------------- | ----- | ----- |
| 1re             | Alain Marsaud        |       | RPR   | Claude Lanfranca             |       | PS    |
| 2e              | Évelyne Guilhem      |       | RPR   | Daniel Boisserie             |       | PS    |
| 3e              | Jacques-Michel Faure |       | RPR   | Marie-Françoise Pérol-Dumont |       | PS    |
| 4e              | Alain Rodet          |       | PS    | Alain Rodet                  |       | PS    |

## Résultats

### Résultats à l'échelle du département
| Parti          | Parti                               | Premier tour | Premier tour | Second tour | Second tour | Sièges |
| Parti          | Parti                               | Voix         | %            | Voix        | %           | Sièges |
| -------------- | ----------------------------------- | ------------ | ------------ | ----------- | ----------- | ------ |
|                | Parti socialiste                    | 61 632       | 34,57        | 112 521     | 60,26       | 4      |
|                | Parti communiste français (MDC)     | 17 334       | 9,72         |             |             | 0      |
|                | Les Verts                           | 6 065        | 3,40         | 0           |             |        |
|                | Divers gauche                       | 1 650        | 0,93         | 0           |             |        |
|                | Gauche plurielle                    | 86 681       | 48,62        | 112 521     | 60,26       | 4      |
|                |                                     |              |              |             |             |        |
|                | Rassemblement pour la République    | 51 139       | 28,69        | 74 206      | 39,74       | 0      |
|                | La Droite indépendante              | 3 956        | 2,22         |             |             | 0      |
|                | Divers droite                       | 1 301        | 0,73         | 0           |             |        |
|                | Droite parlementaire                | 56 396       | 31,63        | 74 206      | 39,74       | 0      |
|                |                                     |              |              |             |             |        |
|                | Extrême gauche dont LCR, LO et SÉGA | 17 465       | 9,80         | Retrait     | Retrait     | 0      |
|                | Front national                      | 13 919       | 7,81         |             |             | 0      |
|                | Divers écologiste dont MÉI et GÉ    | 3 810        | 2,14         | 0           |             |        |
|                |                                     |              |              |             |             |        |
| Inscrits       | Inscrits                            | 258 709      | 100,00       | 258 689     | 100,00      | 4      |
| Abstentions    | Abstentions                         | 67 892       | 26,24        | 59 013      | 22,81       |        |
| Votants        | Votants                             | 190 817      | 73,76        | 199 676     | 77,19       |        |
| Blancs et nuls | Blancs et nuls                      | 12 546       | 6,57         | 12 949      | 6,49        |        |
| Exprimés       | Exprimés                            | 178 271      | 93,43        | 186 727     | 93,51       |        |

### Résultats par circonscription

#### Première circonscription (Limoges-Centre)
| Candidat       | Candidat              | Parti             | Premier tour | Premier tour | Second tour | Second tour |  |
| Candidat       | Candidat              | Parti             | Voix         | %            | Voix        | %           |  |
| -------------- | --------------------- | ----------------- | ------------ | ------------ | ----------- | ----------- |  |
|                | Alain Marsaud sortant | RPR               | 12 477       | 35,69        | 17 838      | 47,81       |  |
|                | Claude Lanfranca élu  | PS                | 10 163       | 29,07        | 19 473      | 52,19       |  |
|                | Gilbert Chapeaublanc  | MDC (PCF)         | 4 031        | 11,53        |             |             |  |
|                | Antoine Orabona       | FN                | 2 832        | 8,1          |             |             |  |
|                | Aline Biardeaud       | Les Verts         | 1 394        | 3,99         |             |             |  |
|                | Catherine Dumon       | LO                | 1 187        | 3,4          |             |             |  |
|                | Bernard Dufour        | LDI (MPF)         | 918          | 2,63         |             |             |  |
|                | Daniel Clérembaux     | LCR               | 658          | 1,88         |             |             |  |
|                | Jacques Balber        | GÉ                | 488          | 1,4          |             |             |  |
|                | Alain Bertrand        | MÉI               | 392          | 1,12         |             |             |  |
|                | Magali Della Chiesa   | Divers écologiste | 272          | 0,78         |             |             |  |
|                | Edwige Caudie         | Divers droite     | 143          | 0,41         |             |             |  |
|                |                       |                   |              |              |             |             |  |
| Inscrits       | Inscrits              | Inscrits          | 52 523       | 100,00       | 52 523      | 100,00      |  |
| Abstentions    | Abstentions           | Abstentions       | 15 279       | 29,09        | 12 994      | 24,74       |  |
| Votants        | Votants               | Votants           | 37 244       | 70,91        | 39 529      | 75,26       |  |
| Blancs et nuls | Blancs et nuls        | Blancs et nuls    | 2 289        | 6,15         | 2 218       | 5,61        |  |
| Exprimés       | Exprimés              | Exprimés          | 34 955       | 93,85        | 37 311      | 94,39       |  |

#### Deuxième circonscription (Saint-Junien)
| Candidat       | Candidat                 | Parti          | Premier tour | Premier tour | Second tour | Second tour |  |
| Candidat       | Candidat                 | Parti          | Voix         | %            | Voix        | %           |  |
| -------------- | ------------------------ | -------------- | ------------ | ------------ | ----------- | ----------- |  |
|                | Daniel Boisserie élu     | PS             | 16 835       | 32,58        | 31 960      | 58,89       |  |
|                | Évelyne Guilhem sortante | RPR            | 15 860       | 30,7         | 22 307      | 41,11       |  |
|                | Lucien Dussouchaud       | SÉGA           | 9 888        | 19,14        | Retrait     | Retrait     |  |
|                | Jean Fredon              | FN             | 3 331        | 6,45         |             |             |  |
|                | Jean Daniel              | Les Verts      | 1 724        | 3,34         |             |             |  |
|                | Marie-Thérèse Coinaud    | LO             | 1 461        | 2,83         |             |             |  |
|                | Philippe Lornac          | LDI (MPF)      | 1 030        | 1,99         |             |             |  |
|                | Olivier Escure           | Divers droite  | 858          | 1,66         |             |             |  |
|                | Simone Dougier           | MÉI            | 681          | 1,32         |             |             |  |
|                |                          |                |              |              |             |             |  |
| Inscrits       | Inscrits                 | Inscrits       | 71 022       | 100,00       | 71 008      | 100,00      |  |
| Abstentions    | Abstentions              | Abstentions    | 15 955       | 22,46        | 13 455      | 18,95       |  |
| Votants        | Votants                  | Votants        | 55 067       | 77,54        | 57 553      | 81,05       |  |
| Blancs et nuls | Blancs et nuls           | Blancs et nuls | 3 399        | 6,17         | 3 286       | 5,71        |  |
| Exprimés       | Exprimés                 | Exprimés       | 51 668       | 93,83        | 54 267      | 94,29       |  |

#### Troisième circonscription (Limoges - Bellac)
| Candidat       | Candidat                         | Parti          | Premier tour | Premier tour | Second tour | Second tour |  |
| Candidat       | Candidat                         | Parti          | Voix         | %            | Voix        | %           |  |
| -------------- | -------------------------------- | -------------- | ------------ | ------------ | ----------- | ----------- |  |
|                | Marie-Françoise Pérol-Dumont élu | PS             | 14 684       | 33,18        | 28 464      | 60,62       |  |
|                | Jacques-Michel Faure sortant     | RPR            | 12 553       | 28,37        | 18 489      | 39,38       |  |
|                | Annie Barbier                    | PCF            | 6 859        | 15,5         |             |             |  |
|                | Maxime Labesse                   | FN             | 3 615        | 8,17         |             |             |  |
|                | Daniel Mournetas                 | LO             | 1 677        | 3,79         |             |             |  |
|                | Michel Kopciowski                | Divers gauche  | 1 421        | 3,21         |             |             |  |
|                | Jean-Pol Voeltzel                | Les Verts      | 1 196        | 2,7          |             |             |  |
|                | Véronique Éoche-Duval            | LDI (MPF)      | 1 101        | 2,49         |             |             |  |
|                | Olivier Escure                   | GÉ             | 760          | 1,72         |             |             |  |
|                | Alain Maraillat                  | MÉI            | 388          | 0,88         |             |             |  |
|                | Serge CoussotDuteis              | Divers gauche  | 1            | 0            |             |             |  |
|                |                                  |                |              |              |             |             |  |
| Inscrits       | Inscrits                         | Inscrits       | 66 109       | 100,00       | 66 104      | 100,00      |  |
| Abstentions    | Abstentions                      | Abstentions    | 18 457       | 27,92        | 15 673      | 23,71       |  |
| Votants        | Votants                          | Votants        | 47 652       | 72,08        | 50 431      | 76,29       |  |
| Blancs et nuls | Blancs et nuls                   | Blancs et nuls | 3 397        | 7,13         | 3 478       | 6,9         |  |
| Exprimés       | Exprimés                         | Exprimés       | 44 255       | 92,87        | 46 953      | 93,1        |  |

#### Quatrième circonscription (Limoges - Saint-Léonard-de-Noblat)
| Candidat       | Candidat                  | Parti          | Premier tour | Premier tour | Second tour | Second tour |  |
| Candidat       | Candidat                  | Parti          | Voix         | %            | Voix        | %           |  |
| -------------- | ------------------------- | -------------- | ------------ | ------------ | ----------- | ----------- |  |
|                | Alain Rodet sortant réélu | PS             | 19 950       | 42,09        | 32 624      | 67,69       |  |
|                | Camille Geutier           | RPR            | 10 249       | 21,63        | 15 572      | 32,31       |  |
|                | Jean-Pierre Normand       | PCF            | 6 444        | 13,6         |             |             |  |
|                | Bernard Daugan            | FN             | 4 141        | 8,74         |             |             |  |
|                | Claudine Roussie          | LO             | 1 867        | 3,94         |             |             |  |
|                | Philippe Maréchal         | Les Verts      | 1 751        | 3,69         |             |             |  |
|                | Christian Lièvre          | LDI (MPF)      | 907          | 1,91         |             |             |  |
|                | Bruno Causse              | MÉI            | 829          | 1,75         |             |             |  |
|                | Frédéric Vaillendet       | LCR            | 727          | 1,53         |             |             |  |
|                | Emmanuel Delhoume         | Divers droite  | 300          | 0,63         |             |             |  |
|                | Pierre Duteis             | IR             | 228          | 0,48         |             |             |  |
|                |                           |                |              |              |             |             |  |
| Inscrits       | Inscrits                  | Inscrits       | 69 055       | 100,00       | 69 054      | 100,00      |  |
| Abstentions    | Abstentions               | Abstentions    | 18 201       | 26,36        | 16 891      | 24,46       |  |
| Votants        | Votants                   | Votants        | 50 854       | 73,64        | 52 163      | 75,54       |  |
| Blancs et nuls | Blancs et nuls            | Blancs et nuls | 3 461        | 6,81         | 3 967       | 7,61        |  |
| Exprimés       | Exprimés                  | Exprimés       | 47 393       | 93,19        | 48 196      | 92,39       |  |